# Con gái của mẹ
Con gái của mẹ (tiếng Anh: Mother of Mine; tiếng Hàn: 세상에서 제일 예쁜 내 딸; Romaja: Sesangeseo Jeil Yeppeun Nae Ttal; dịch nghĩa đen: "Con gái xinh đẹp của mẹ") là một bộ phim truyền hình Hàn Quốc năm 2019 với sự tham gia của Kim Hae-sook, Kim So-yeon, Yoo Sun , Kim Ha-kyung, Park Geun-soo, Nam Tae-boo và Choi Myung-gil. Bộ phim được phát sóng trên đài KBS2 vào thứ Bảy và Chủ Nhật hàng tuần từ 19:55 đến 21:15 (KST) từ ngày 23 tháng 3 đến ngày 22 tháng 9 năm 2019 với độ dài 108 tập.

## Nội dung
Trong khi điều hành một nhà hàng canh xương bò nhỏ, Park Seon-ja (Kim Hae-sook) đã nuôi dạy ba cô con gái Kang Mi-seon (Yoo Sun), Kang Mi-ri (Kim So-yeon) và Kang Mi-hye (Kim Ha - kyung) một mình. Bà vẫn điều hành nhà hàng cho đến ngày nay và ba cô con gái của bà giờ đều đã lớn. Con gái đầu của Seon-Ja Mi-seon đã kết hôn và cô có một con gái. Mi-seon bận làm việc và chăm sóc gia đình. Cô con gái thứ hai Mi-ri rất quan tâm đến mẹ. Cô tự tin vào bản thân và làm tốt công việc của mình. Mi-ri vướng vào mối quan hệ lãng mạn với đồng nghiệp Han Tae-joo (Hong Jong-hyun). Anh là con trai cả trong gia đình sở hữu công ty. Cô con gái út là Mi-Hye từng là một tiểu thuyết gia đầy triển vọng.

## Diễn viên

### Vai chính
- Kim Hae-sook vai Park Seon-ja

Mẹ của Kang Mi-seon, Kang Mi-ri và Kang Mi-hye. Bà sở hữu và điều hành một nhà hàng canh xương bò.
- Choi Myung-gil vai Jeon In-sook

Mẹ của Kang Mi-ri và dì ghẻ của Han Tae-joo. Bà là Giám đốc điều hành mới của HS Apparel.
- Kim So-yeon vai Kang Mi-ri / Kang Seung-yeon
- Yoo Sun vai Kang Mi-seon
- Kim Ha-kyung vai Kang Mi-hye
- Park Geun-soo vai Park Yeong-dal
- Nam Tae-boo vai Bang Jae-beom
- Hong Jong-hyun vai Han Tae-joo

## Các phiên bản phim khác
- Thương ngày nắng về  (VTV3)